# جون بيرك (لاعب كرة قاعدة أمريكي)
جون بيرك (بالإنجليزية: John Burke)‏ هو لاعب كرة قاعدة أمريكي، ولد في 9 فبراير 1970 في دورانغو في الولايات المتحدة.

## وصلات خارجية
- جون بيرك (لاعب كرة قاعدة أمريكي) على موقعبيزبول رفرنس.كوم (الدوري الرئيسي) (الإنجليزية)
- جون بيرك (لاعب كرة قاعدة أمريكي) على موقعبيزبول رفرنس.كوم (الدوري الثانوي) (الإنجليزية)
- جون بيرك (لاعب كرة قاعدة أمريكي) على موقع مشجعي الرسوم البيانية (الإنجليزية)